# Licuan-Baay, Abra
Licuan-Baay là một đô thị hạng 5 ở tỉnh Abra, Philippines. Theo điều tra dân số năm 2007, đô thị này có dân số 3.990 người trong 723 hộ.

## Các khu phố (barangay)
Licuan-Baay được chia thành 11 khu phố (barangay).
| Barangay         | Pop. (2007) |
| ---------------- | ----------- |
| Bonglo (Patagui) | 223         |
| Bulbulala        | 241         |
| Cawayan          | 379         |
| Domenglay        | 395         |
| Lenneng          | 280         |
| Mapisla          | 353         |
| Mogao            | 391         |
| Nalbuan          | 661         |
| Poblacion        | 292         |
| Subagan          | 496         |
| Tumalip          | 279         |